# Укрдержстрах

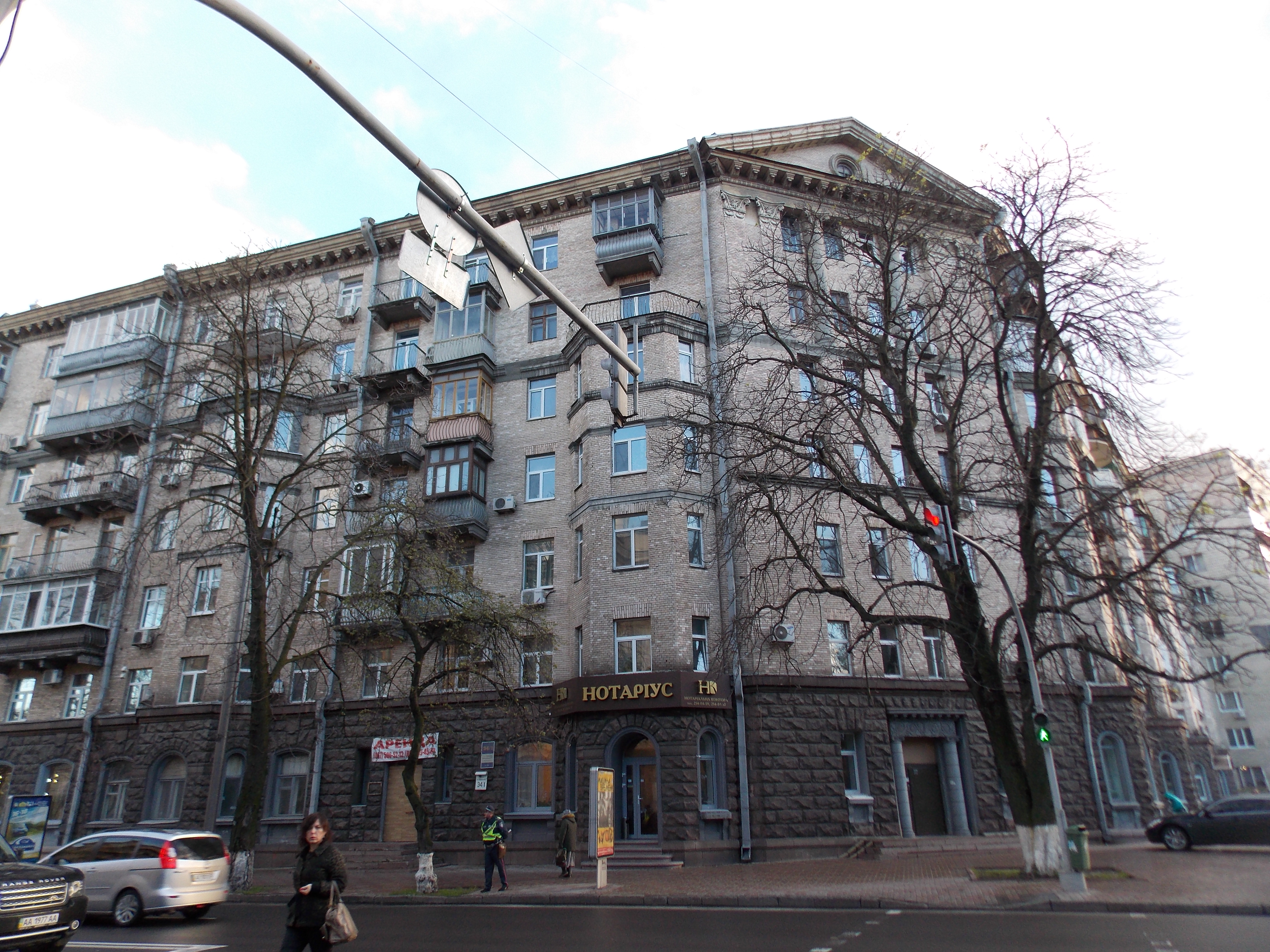
Київ, вул. Михайла Грушевського, 34/1 — місце розташування Укрдержстраху

Українська державна страхова комерційна організація (Укрдержстрах) — українська державна страхова компанія, що існувала в 1991—1993 роках. Правонаступник Головного управління державного страхування України при Міністерстві фінансів України. Правонаступником Укрдержстраху стало Відкрите акціонерне товариство «Національна акціонерна страхова компанія «Оранта»».

## Передісторія. Історія
Укрдержстрах як частина єдиної союзно-республіканської системи органів державного страхування в СРСР (Держстрах СРСР) був заснований 25 листопада 1921 року як Всеукраїнське управління державного страхування при уповноваженому Наркомфіну.
Сукупність органів державного страхування на території України належала до відання Наркомфіну УСРР/Міністерства фінансів УРСР і контролювалася Управлінням державного страхування при цьому відомстві.
26 листопада 1958 р. Радою Міністрів УРСР було затверджене Положення про органи державного страхування в Українській РСР. Згідно з положенням, органами державного страхування в Українській РСР були Головне управління державного страхування УРСР (Головдержстрах УРСР) і підпорядковані йому управління державного страхування в областях і містах республіканського підпорядкування та інспекції державного страхування в районах і містах.
Станом на 1988 рік у системі Укрдержстраху працювало майже 14 тисяч спеціалістів та 29 тисяч позаштатних страхових агентів.
Після проголошення Незалежності України, 16 жовтня 1991 Постановою Уряду була утворена Українська державна страхова комерційна організація (Укрдержстрах) на базі Головного управління державного страхування України, що діяло при Міністерстві фінансів України.
Укрдержстрах проіснував до 1993 року, коли його було перетворено на Відкрите акціонерне товариство «Національна акціонерна страхова компанія „Оранта“», засновником якого з боку держави виступив Фонд державного майна України. У 2007 Фонд держмайна продав інвесторові останній пакет акцій, що перебував у державній власності. Компанія стала приватною.

## Діяльність
На Укрдержстрах покладалося:
- усі види державного обов'язкового страхування майна підприємств, організацій і громадян, добровільного особового й майнового страхування, а також інші види державного обов'язкового страхування відповідно до чинного законодавства України;
- проведення запобіжної та інвестиційної діяльності, перестраховувальних операцій, в тому числі в іноземній валюті;
- розвиток ділового співробітництва із страховими організаціями інших республік і країн, ведення спільної страхової діяльності.

До складу Укрдержстраху входили дирекції в Кримській АРСР, областях, м. Києві та Севастополі, відділення в містах і районах.
Органом управління Укрдержстраху було Правління, до складу якого входили Голова Правління, його заступники та інші керівні працівники (усього 7 осіб). При правлінні Укрдержстраху діяла Рада директорів. Також була Дирекція Укрдержстраху на чолі з директором.
10 квітня 1992 року Укрдержстрах спільно зі страховими компаніями «Саламандра», «Енергополіс» та «Україна» створив Лігу страхових організацій України. Також ним було розроблено проект Декрету Кабінету Міністрів України «Про страхування» від 10 травня 1993 р.
Головою Правління Укрдержстраху був Груша Степан Прокопович.